# Dziergacze
Dziergacze (Plocepasserinae) – podrodzina ptaków z rodziny wikłaczowatych (Ploceidae).

## Zasięg występowania
Podrodzina obejmuje gatunki występujące w Afryce.

## Systematyka
Do podrodziny należą następujące rodzaje:
- Sporopipes
- Plocepasser
- Histurgops – jedynym przedstawicielem jest Histurgops ruficauda – sawannik
- Pseudonigrita
- Philetairus – jedynym przedstawicielem jest Philetairus socius – tkacz